# 冯春林
冯春林（1970年1月—），男，仡佬族，贵州正安人，中华人民共和国政治人物。现任遵义市政协副主席，九三学社遵义市委主委。第十四届全国政协委员。